# Yvonne Cavalle Reimers
Yvonne Cavallé Reimers (nació el 22 de mayo de 1992 en Palma de Mallorca) es una jugadora de tenis española.
Yvonne ha ganado 7 títulos individuales y 28 de dobles en el circuito ITF. El primer título de dobles lo logró en 2010, y desde entonces, acumula ya 14 años que gana por lo menos 1 título cada año.
En julio de 2022 alcanzó su mejor ranking individual, que hasta la fecha es el 266 del mundo. 
En junio de 2024, alcanzó el mejor puesto en el ranking de dobles, el número 211 del mundo.
A sus 30 años recién cumplidos Yvonne jugaría el primer Grand Slam de su Carrera al entrar en las Qualys de Wimbledon dónde perdería en la primera ronda.
En julio de 2024, recibió un wildcard junto a Aurora Zantedeschi en el Torneo de Palermo 2024. Donde llegarian a su primera final WTA en dobles. Para llegar a la final, derrotaron a las preclasificadas #4 Angelica Moratelli y Sabrina Santamaria en cuartos de final. En semifinales a las preclasificadas #2 Tereza Mihalíková Y Olivia Nicholls. En la final no pudieron con las preclasificadas #1 Alexandra Panova y Yana Sizikova perdiendo en 3 sets.

## Títulos WTA (0; 0+0)

### Dobles (0)
| Leyenda              |
| -------------------- |
| Grand Slam (0)       |
| Juegos Olímpicos (0) |
| WTA Finals (0)       |
| WTA 1000 (0)         |
| WTA 500 (0)          |
| WTA 250 (0)          |

#### Finalista (1)
| N.º | Fecha               | Torneo  | Superficie    | Pareja             | Oponentes en la final          | Resultado        |
| --- | ------------------- | ------- | ------------- | ------------------ | ------------------------------ | ---------------- |
| 1.  | 20 de julio de 2024 | Palermo | Tierra batida | Aurora Zantedeschi | Alexandra Panova Yana Sizikova | 6-4, 3-6, [5-10] |

## Títulos ITF

### Individual (7)
| Torneos de $100,000 |
| Torneos de $80,000  |
| Torneos de $60,000  |
| Torneos de $25,000  |
| Torneos de $15,000  |
| Torneos de $10,000  |

| N.º | Fecha                 | Torneo                | Superficie | Oponentes            | Resultado         |
| --- | --------------------- | --------------------- | ---------- | -------------------- | ----------------- |
| 1.  | 23 de julio de 2011   | Casablanca, Marruecos | Arcilla    | Ximena Hermoso       | 7-5 4-6 6-3       |
| 2.  | 30 de julio de 2011   | El Jadida, Marruecos  | Arcilla    | Sybille Gauvan       | 6-1 6-0           |
| 3.  | 23 de marzo de 2014   | Le havre, Francia     | Arcilla    | Martina Colmegna     | 2-6 6-4 6-3       |
| 4.  | 1 de marzo de 2015    | Palmanova, España     | Arcilla    | Josephine Boualem    | 6-1 6-2           |
| 5.  | 1 de julio de 2019    | Madrid, España        | Dura       | Ioana Loredana Rosca | 7-6(4) 5-7 7-6(3) |
| 6.  | 11 de octubre de 2020 | Monastir, Túnez       | Dura       | Maria Lourdes Carle  | 6-3 7-6(4)        |
| 7.  | 30 de enero de 2022   | Manacor, España       | Dura       | Ipek Oz              | 6-2 6-2           |

### Dobles (28)
| Torneos de $100,000 |
| Torneos de $80,000  |
| Torneos de $60,000  |
| Torneos de $25,000  |
| Torneos de $15,000  |
| Torneos de $10,000  |

| N.º | Fecha                    | Torneos                            | Superficie    | Pareja                 | Oponentes                                       | Resultado         |
| --- | ------------------------ | ---------------------------------- | ------------- | ---------------------- | ----------------------------------------------- | ----------------- |
| 1.  | 30 de octubre de 2010    | Sant Cugat, España                 | Arcilla       | Carmen López Rueda     | Desiree Schelenz Yana Sizikova                  | 6-3 7-5           |
| 2.  | 18 de septiembre de 2011 | Lleida, España                     | Arcilla       | Isabel Rapisarda Pardo | Arabela Fernández Viktorija Golubic             | 6-2 7-6(5)        |
| 3.  | 5 de febrero de 2012     | Mallorca, España                   | Arcilla       | Lucía Cervera Vázquez  | Alice Balducci Anne Schaefer                    | 7-5 6-4           |
| 4.  | 8 de abril de 2012       | Torrent, España                    | Arcilla       | Isabel Rapisarda Pardo | Ksenia Milevskaya Anastasia Mukhametova         | 4-6 7-6(3) [10-8] |
| 5.  | 16 de septiembre de 2012 | Lleida, España                     | Arcilla       | Tatiana Bua            | Cornelia Lister Chiara Mendo                    | 6-2 6-3           |
| 6.  | 25 de mayo de 2013       | Girona, España                     | Arcilla       | Lucía Cervera Vázquez  | Gaia Sanesi Giulia Sussarello                   | 7-6(4) 6-4        |
| 7.  | 15 de junio de 2014      | Madrid, España                     | Arcilla       | Lucía Cervera Vázquez  | Olga Sáez Larra Charlotte Römer                 | 6-2 4-6 [10-5]    |
| 8.  | 3 de agosto de 2014      | Sharm El Sheik, Egipto             | Dura          | Alina Mikheeva         | Linda Prenkovic Naomi Totka                     | 6-3 7-5           |
| 9.  | 28 de junio de 2015      | Lenzerheide, Suiza                 | Arcilla       | Karin Kennel           | Xenia Knoll Antonia Lottner                     | WO                |
| 10. | 13 de agosto de 2016     | Las Palmas de Gran Canaria, España | Arcilla       | Charlotte Römer        | Almudena Sanz Llaneza Arabela Fernández Rabener | 6-3 6-4           |
| 11. | 2 de abril de 2017       | Hammamet, Túnez                    | Arcilla       | Irene Burillo          | Charlotte Römer Isabelle Wallace                | 6-3, 6-4          |
| 12. | 21 de octubre de 2017    | Riba - Roja de Turia, España       | Arcilla       | Guadalupe Pérez Rojas  | EStrella cabeza Angela Fita                     | 6-4 6-4           |
| 13. | 2 de diciembre de 2017   | Castellón, España                  | Arcilla       | Luisa Stefani          | Jia Qi Ren Xiyu Wang                            | 6-3 6-1           |
| 14. | 15 de julio de 2018      | Guecho, España                     | Arcilla       | Angela Fita            | Marina Bassols Guiomar Maristany                | 6-3 6-2           |
| 15. | 22 de julio de 2018      | Figueira Da Foz, Portugal          | Dura          | Andrea Gámiz           | Sviatlana Pirazhenka Jessika Ponchet            | 6-3 6-2           |
| 16. | 27 de enero de 2019      | Manacor, España                    | Arcilla       | Rebeka Masarova        | Julia Payola Irina Cantos                       | 6-4, 6-3          |
| 17. | 22 de diciembre de 2019  | Monastir, Túnez                    | Arcilla       | Bojana Marinkovic      | Nadia Echevarria Aurora Zantedeschi             | 5-7 6-2 [11-9]    |
| 18. | 9 de febrero de 2020     | Palmanova, España                  | Arcilla       | Angela Fita            | Celia Cerviño María Gutiérrez Carrasco          | 6-2 7-6           |
| 19. | 20 de septiembre de 2020 | Marbella, España                   | Arcilla       | Angela Fita            | Anna Siskova Caijsa Wilda Hennemann             | 7-6 6-4           |
| 20. | 10 de octubre de 2020    | Monastir, Túnez                    | Dura          | Eliessa Vanlangendonck | Rebeca Pereira Barbara Gatica                   | 6-4 7-6           |
| 21. | 6 de diciembre de 2020   | Monastir, Túnez                    | Dura          | Bojana Marinkovic      | Nefisa Berberovic Anita Wagner                  | 6-1 6-4           |
| 22. | 5 de agosto de 2021      | Marbella, España                   | Tierra batida | Angela Fita            | Ana Lantigua Bianca Fernández                   | 6-3 6-2           |
| 23. | 3 de octubre de 2021     | Lisboa, Portugal                   | Tierra batida | Angela Fita            | Paula Ormaechea Natalija Stevanović             | 3-6 6-3 10-4      |
| 24. | 12 de junio de 2022      | Madrid, España                     | Dura          | Guiomar Maristany      | Valeria Savinykh Jacqueline Cabaj               | 6-4 6-4           |
| 25. | 24 de septiembre de 2023 | Ceuta, España                      | Dura          | Angela Fita            | Madison Sieg Katarina Kozarov                   | 7-6 6-3           |
| 26. | 19 de noviembre de 2023  | Nules, España                      | Tierra batida | Angela Fita            | Maryna Kolb Nadiia Kolb                         | 6-1 6-2           |
| 27. | 14 de abril de 2024      | Santa Margherita di Pula, Italia   | Tierra batida | Aurora Zantedeschi     | Sapfo Sakellairidi Vasanti Shinde               | 3-6 6-4 11-9      |
| 28. | 2 de junio de 2024       | Brescia, Italia                    | Tierra batida | Aurora Zantedeschi     | Zhibek Kulambayeva Ekaterina Reyngold           | 3-6 7-5 10-6      |